# Guilherme de Souza
Guilherme de Souza, noto come Choco (San Paolo, 18 gennaio 1990), è un calciatore brasiliano, difensore del Laguna.

## Biografia
Il 26 ottobre 2011 riceve la cittadinanza bulgara.

## Carriera
Dopo aver fatto la trafila nelle giovanili di Santos, Corinthians e San Paolo, nel 2011 passa alla squadra bulgara del Ludogorec con cui debutta in Europa League.

## Palmarès

### Club

#### Competizioni nazionali
- Campionato bulgaro: 3

Ludogorec: 2011-2012, 2012-2013, 2013-2014
- Coppa di Bulgaria: 2

Ludogorec: 2011-2012, 2013-2014
- Supercoppa di Bulgaria: 2

Ludogorec: 2012, 2014
- Campionato lituano: 1

Sūduva: 2017